# 이성재 (1995년)
이성재(1995년 5월 7일 ~ )는 대한민국의 축구 선수로, 포지션은 미드필더이다. 현재 K리그2 김포 FC 소속이다.